# 干沟乡
干沟乡，是中华人民共和国河北省秦皇岛市青龙满族自治县下辖的一个乡镇级行政单位。

## 行政区划
干沟乡下辖以下地区：
干沟村、石盖子村、北胡哈村、南胡哈村、盘岭沟村、庞杖子村、东沟村、烧锅店村和南石门村。